# Акбар Велики
Джалалуддин Мухамад Акбар (на арабски: جلال الدین محمد اکبر [Джалал ад-Дийн Мухаммад Акбар]), роден като Бадр уд-дин Мухамад Акбар, известен още като Акбар Велики (15 октомври / 23 ноември 1542 – 17/27 октомври 1605 г.) е третият император от династията на Великите моголи, считан за най-велик.
Той е от рода на Тимуридите, които са тюрко-монголи. Внук е на Бабур, създателя на моголската династия, и пряк потомък на Тамерлан. Син е на Насируддин Хумаюн, от когото наследява престола и управлява между 1556 и 1605 г. В края на царуването му империята обхваща по-голямата част от Северна и Централна Индия и се разпростира на площ над 1 000 000 км².
Акбар е сред най-високо оценяваните владетели поради либералните си възгледи към религиите и вярванията и отношението му към културата и изкуството, които достигат зенита си по време на неговото управление.
По време на царуването си той елиминира военните заплахи от пущунските наследници на Шер Шах Сури, а при втората битка при Панипат постига решителна победа над самопровъзгласилия се за индуски крал Хему. Заздравяването на властта му и присъединяването на всички части на Северна и Централна Индия му отнема почти две десетилетия. За целта Акбар сключва и дипломатически съюз с могъщата индуска каста на раджпутите и дори се жени за раджпутска принцеса. Влиянието му се разпростира върху целия Индийски субконтинент, чиято по-голяма част управлява пряко като император. Неговата администрация включва огромен брой индуски земевладелци, придворни и военни генерали.
Царуването на Акбар оказва значително влияние на културата и изкуството в страната. Той е покровител на изкуството и архитектурата, проявява голям интерес към живописта и украсява стените на дворците си със стенописи. Акбар е ценител на литературата и по негово време има произведения на санскрит, преведени на персийски и обратно, освен големия брой произведения на персийски, илюстрирани от художници от неговия двор.
По време на първите години от царуването си императорът показва нетолерантно отношение към индусите и другите религии, но по-късно променя възгледите си към неислямските вероизповедания, отменяйки някои от строгите закони на шариата. Акбар дава началото на поредица от религиозни дебати, в които мюсюлманските учени обсъждат религиозни въпроси с индуси, джайнисти, зороастрийци и португалски йезуити. Той третира техните религиозни лидери с голямо внимание, независимо от тяхната вяра. Акбар предоставя земи и пари не само за джамии, но в списъка на получателите включва огромен брой индуистки храмове в Северна и Централна Индия и християнски църкви в Гоа.

## Произход и ранни години
Шахзада (син на император) Акбар е роден на 15 октомври 1542 г. (на четвъртия ден от месец раджаб през 949 г. по ислямския календар), в раджпутската крепост Амаракот в Синд (сега провинция в Пакистан), където император Хумаюн и неговата съпруга Хамида Бану Бегум, дъщеря на персийския шиит Шейх Али Акбар Джами, са намерили убежище. Там той прекарва първите 12 години от живота си. След завладяването на Кабул от Хумаюн се провежда церемонията по обрязването на Бадр уд-дин Акбар, като датата му на раждане и името му са променени с цел да се отхвърлят злите магьосници – преименуван е от Хумаюн на Джалалуддин Мухамад Акбар. По това време Хумаюн е в изгнание в Персия, прогонен от водача на пущуните Шер Шах Сури. Акбар е изпратен в източните части на Сефевидската империя (сега част от Афганистан), където е отгледан от чичо си Мирза Аскари. Бъдещият владетел прекарва младостта си в лов и тренировки, което по-късно го прави силен и смел воин, но никога не се научава да чете или пише и остава неграмотен през целия си живот.
Възползвайки се от хаоса, настъпил при възкачването на трона на сина на Шер Шах Сури Ислям Шах, Хумаюн си възвръща Делхи през 1555 г. като част от армията му е осигурена от персийския му съюзник Тахмасп I. Няколко месеца по-късно Хумаюн умира. Опекунът на Акбар Байрам Хан укрива смъртта на владетеля, за да подготви безпроблемното наследяване на сина му. Акбар наследява Хумаюн на 14 февруари 1556 г. на тринадесетгодишна възраст, в разгара на войната срещу Сикандар Шах за властта върху моголския трон. Коронацията е в град Каланаур – Пенджаб, върху новопостроена платформа, която все още стои. Акбар е обявен за Шаханшах (от персийски – „Цар на царете“), като Байрам Хан управлява от негово име до навършването му на пълнолетие.

## Военни постижения

### Ранни завоевания
Още в началото на царуването си, Акбар решава че трябва да отстрани заплахата от рода на Шер Шах, и повежда армия срещу най-силният от тях, Сикандар Шах Сури в Пенджаб, оставяйки Делхи под регентството на Тарди Бег. Сикандар Шах не оказва голяма съпротива на Акбар и се оттегля при приближаването му.
На 6 октомври 1556 г. обаче, индуския цар Хему, командващ афганските сили, побеждава моголската армия и превзема Делхи. Призован обратно от Байрам Хан, които оглавява армията, преди Хему да може да затвърди завоеванието си, Акбар потегля към Делхи. Армията му, водена от Байрам Хан, се среща с по-многобройните сили на Хему на 5 ноември 1556 г. в битка при Панипат, на 50 km северно от Делхи. Битката се развива в полза на Хему, когато една стрела пронизва окото му, оставяйки го в безсъзнание. Индуската армия, останала без водач, скоро капитулира и Хему е заловен и екзекутиран.
Победата оставя в ръцете на Акбар над 1500 бойни слона, които той използва при обсадата на Хоопа в земите на Сикандар Шах. Сикандар, заедно с няколко местни вождове, които го подпомагат, се предава и животът му е пощаден. С това, целият регион на Пенджаб е присъединен към Моголската империя. Преди завръщането си в Агра, Акбар изпраща част от армията си към царство Джаму, която побеждава владетеля Раджа Капур Чанд и превзема царството. Между 1558 и 1560 г., след преместването на столицата си от Делхи в Агра, Акбар допълнително разширява империята си чрез завладяване и анексиране на царствата Гвалиор и Джаунпур и Северна Раджпутана.
Четири години след възкачването си на трона, след спор в двора, Акбар прогонва Байрам Хан и му нарежда да замине на хадж до Мека. Байрам потегля за Мека, но по пътя си е подстрекаван от опонентите си да се разбунтува. Той обаче е победен от моголската армия в Пенджаб и принуден да се предаде. Акбар му прощава бунта и му дава възможност да продължи да служи в двора му или да продължи пътуването си, от които Байрам избира второто.
След като се справя с бунта на Байрам Хан и установява здраво властта си, Акбар продължава да разширява Моголската империя, като подчинява местните вождове и анексира съседните царства. Първото голямо завоевание е Малва – през 1561 г. моголите започват военен поход, воден от Адхам Хан и проведен с такава жестокост, че това води до ответна реакция от царството. Нейният владетел, Баз Бахадур, успява да си възстанови редица територии, докато Акбар се занимава с бунта на Байрам Хан. Императорът изпраща друг отряд, който превзема Малва през 1562 г., и Баз Бахадур в крайна сметка се предава на моголите и е направен администратор от Акбар. Почти по същото време е завладяно царството на гондите, след свирепа битка между Асаф Хан, моголския управител на Алахабад, и гондската царица Рани Дургавати. След победата на моголите, Асаф Хан присвоява по-големия дял от плячката от царството и по-късно Акбар му заповядва да възстанови част от богатството. Освен това той възкачва сина на Дургавати, покръстен в исляма, като управител на новозавоюваната област.

### Разширение на империята
В продължение на няколко години, Акбар присъединява по-голямата част от днешните Раджастан, Гуджарат и Бенгал, но вярва, че крепостта Читоргарх е основната заплаха за Моголската империя, тъй като е заета от раджпутите, считани за заклети врагове на моголите. През 1567 г. Акбар събира силите си, които са ангажирани за кратко в битката при Танесар, но от есента са готови да започнат обсада. Крепостта е управлявана от Удай Сингх, който често дава убежище на враговете на Акбар. Царството на Сингх е от голямо стратегическо значение, тъй като лежи на най-краткия път от Агра до Гуджарат, а също се счита за портата към централен Раджастан. Опасявайки се от предстоящо нападение на Акбар, Удай Сингх се оттегля към хълмовете, оставяйки воините Джаймал и Пата да отговарят за крепостта.
През октомври 1567 г., моголска армия от около 5000 души, водени от Акбар, обсажда в Читоргарх 8000 раджпутски войници. Скоро армията на императора надхвърля 50 000 души. Акбар нарежда на хората си да носят кошници с пръст и да издигнат хълм срещу крепостта, на който да бъдат разположени моголските оръдия. Когато хълмът е завършен, Акбар поставя оръдията и мортирите си близо до върха, след това организира сапьорите да поставят мини под каменните стени на крепостта. Мините обаче се взривяват преждевременно и убиват около сто моголски соари. С продължаването на обсадата се смята, че изстрел от собствения мускет на Акбар ранява или убива командира на вече деморализираните индуси. В крайна сметка, крепостта пада през февруари 1568 г., след обсада от четири месеца. Над 30 000 жители на града са убити от моголската армия. Акбар нарежда главите на враговете му да бъдат показани върху кули, издигнати в целия регион, за да демонстрира своята власт. Плячката, която попада в ръцете на моголите, е разпределена по цялата империя. След това Акбар нарежда издигането на статуи на двата слона, които са водели моголското нападение, при главната порта на Агра. 26-годишният император събира художници на миниатюри, които илюстрират обсадата на Читоргарх в ръкописа Фатахнама и Читор, издаден в Аджмер, където Акбар остана за известно време и после се връща в Агра на 9 март 1568 г. В чест на победите над Читор и по-късно над Рантамбор, през 1569 г. императорът заповядва строителството на нова столица на 37 km от Агра. Градът е наречен Фатехпур сикри („град на победата“).
След завладяването на Читор, Другите два големи раджпутски клана остават враждебно настроени към Акбар – Сисодии в Мевар и Хада в Рантамбор. Последната е известна като най-мощната крепост в Раджастан, но е завладяна от моголската армия през 1569 г. по време на едномесечна обсада. Това превръща Акбар в едноличен владетел на почти цялата територия на Раджпутана. Повечето раджпутски царе, включително и тези на Биканер, Бунделкханд и Джайсалмер се предават на властта на Акбар. Само клановете на Мевар продължава да се съпротивляват на моголите и на Акбар се налага да воюва с тях през по-голямата част от царуването си. Сред водачите на клановете най-известен е Махарана Пратар, който отказва да приеме сюзеренитета на Акбар, а също и браковете на раджпутски дъщери и моголи. Той разваля всички брачни съюзи с раджпутски владетели, които са брачно свързани с моголите, отказвайки такива съюзи дори на принцеси от Марвар и Амер, докато накрая те не се съгласяват да скъсат връзките си с моголите.
Завладявайки Раджпутана, Акбар се обръща към Гуджарат, чието правителство е в състояние на безпорядък след смъртта на предишния си владетел, Бахадур Шах. Областта е примамлива цел, тъй като е център на световната търговия, притежава плодородни земи и силно развити занаяти. Провинцията е окупирана от Хумаюн за кратък период от време, а преди това е била управлявана от Делхийския султанат. През 1572 г., Акбар потегля към Ахмадабад, който капитулира без съпротива. Акбар превзема Сурат с обсада, а след това прекосява река Махи и побеждава далечните си братовчеди Мирза, в трудна битка при Сарнал. По време на кампанията, Акбар за първи път се среща с група португалски търговци в Камбе. След като установява властта си над Гуджарат, Акбар се завръща в Агра, но скоро избухва въстание, ръководено от Мирза. Акбар преминава Раджастан с голяма скорост на камили и коне, и достига до Ахмадабад за единадесет дни – пътуване, което обикновено трае шест седмици. Армията на Акбар от 3000 конника побеждава вражеските сили, наброяващи 20 000 души в решителна битка на 2 септември 1573 г.
Потушавайки редица метежи, в това число и бунт с участието на брат му – Хаким, Акбар пристъпва към заздравяване на границите на империята. Основната част от дългото му управление е посветена на подчиняването на непокорните управители на Северна Индия и установяването на дългосрочен мир в страната. Акбар въвежда ред в събирането на такси и данъци, и също като дядо си Бабур, способства за развитието на търговията.

### Нововъведения
Известен е на съвременниците си като военен гений. Поради постоянното състояние на война между индуистите раджпути и Моголската империя (особено след раняването на военачалника Хан Килан от раджпутски благородници през 1572 г.) Акбар започва да налага използването на катара, заедно с типичния моголски талвар, в битка. Въвежда масово производство на последните модели мускети от най-добрите майстори и ефективно ги използва при конфликти. Наред с това императорът нарежда производство на ризници с метални халки и други защити, които правят моголските бойните слонове и соари трудно победими в битка. Акбар също така започва да използва метални цилиндрични ракети, известни като бани, особено срещу бойни слонове (по време на битката при Санбал).
Акбар счита, че бойните слонове са ключът за военния успех – вярва, че такъв слон заменя 500 моголски конници в центъра на бойното поле. Той също забелязва, че слоновете могат да се движат и през най-гъстата джунгла, разчиствайки дърветата и проправяйки път за моголските сепаи, соари и оръдия. Акбар лично притежава 5000 добре обучени слона, а като цяло в империята се използват почти 40 000. Бойните слонове са използвани и за екзекуции. Владетелят е първият, който използва въртящи се оръдия и оръдия на гърба на слонове и по този начин комбинира огнева мощ и подвижност на бойното поле и по време на обсади.

## Реформи
Целта на реформите на Акбар е създаването на централизирана държава, на основата на справедливо и равно отношение към всички народи. Акбар засилва контрола върху армията, провежда ново административно деление на държавата, установява единна система за събиране на данъци. Данъчната реформа има за основа строга отчетност, не позволяваща на чиновниците укриване или разхищение на събраните налози. Едновременно е указано несъбирането на данъци при лоша реколта и глад. Акбар отменя данъците за немюсюлмани. В цялата империя е въведена единна система на мерки и теглилки, единен слънчев календар, основан на таблиците на Улугбек. Огромно значение Акбар отделя за развитието на търговията – търговски връзки има даже с европейците. Стремейки се да разшири господството на Моголската империя в Индия и да привлече на своя страна индуското общество, Акбар активно издига индуски раджи на важни постове в държавата и армията.
Акбар реорганизира армията и аристокрацията в система, наречена мансабдари. При тази система, всеки офицер в армията получава ранг (мансаб), и определен брой конници, които трябва да осигурява за армията. Мансабдарите са разделени на 33 класи. Най-горните три ранга отговарят за от 7000 до 10 000 войници, и обикновено са запазени за принцове. Другите рангове (между 10 и 5000 войници) се раздават на другите членове от аристокрацията.
Постоянната армия на империята е доста малко и войските се състоят предимно от контингетите, поддържани от мансабдарите. Всеки мансабдар, освен определения брой войници, трябва да поддържа два пъти по-голям брой коне – поради нуждата от почивка и бърза смяна по време на война. Акбар предприема стриктни мерки, за да осигури постоянно високо ниво на армията си – конете са инспектирани редовно, и нормално в армията се вземат само арабски коне.
Системата на Акбар за централизирано управление е основана на системата, развита от Делхийския султанат, но функциите на различните структури са реорганизирани чрез разработване на подробни изисквания за функционирането им.
- Структурата по доходите се оглавява от вазир (министър), отговарящ за всички финанси и управлението на земите на джагир и инам.
- Мир бакши е начело на военните. Избира се измежду благородниците. Отговаря за събирането на информация, дава препоръки на императора за военни назначения и повишения.
- Мир саман отговаря за императорското домакинство, харемите и надзирава функционирането на императорския двор и телохранителите.
- Съдебната система е отделен орган, ръководен от главния гази, който отговаря и за религиозните дарения.

Акбар нарушава политиката на предшествениците му към завоюваните територии. Предните моголи взимат голям данък от управителите и после ги оставят да ръководят областите самостоятелно; Акбар обаче ги интегрира в администрацията си, давайки им възможност да служат като военни наместници. По този начин едновременно контролира силата им и увеличава престижа им като част от управляващата класа на империята.
Държавни езици в Моголската империя са тюркският и хинди. През 1574 г., завършвайки като цяло териториалното разширение на страната, Акбар пристъпва към провеждането на вътрешни реформи. Поощрява науките и изкуствата, събира около себе си най-добрите учени, поети, музиканти и художници. Най-близкият му сподвижник, везирът Абу ал Фазъл, е разностранно образована личност, говорещ много езици и оставил записки за управлението на Акбар. В периода на управление на Акбар е създадена школа по живопис, събрана е богата библиотека, наброяваща над 24 000 тома.
Акбар проявява голям интерес към религиите, включително и към християнството, за което му разказват Клаудио Аквавива, Антони дьо Монсерат и други католически мисионери. Еднакво доброжелателно отнасящ се към всички свои поданици, той разрешава свободното вероизповедание на всички религии.
От 1582 г. Акбар се опитва да утвърди в страната ново мистично вероучение, което нарича „дин и илахи“ (божествена вяра), принципите му са оформени заедно с Абу ал-Фазил и представлява съчетание от елементи на индуизма, зороастризма, исляма и отчасти християнството. Акбар казва: Много глупаци, поклонници на традициите, приемат обичаите на предците за указание на разума и по този начин се обричат на вечен позор..
През 1580 – 1582 г. избухва въстание на едрите феодали против провежданите от Акбар религиозни реформи.
Акбар е занаятчия, художник, ковач, дърводелец, император, генерал, изобретател, дресьор (държи хиляди гепарди по времето на своето управление и сам дресира много от тях), дантелист, технолог и богослов.
Последните години от живота му са помрачени от придворни интриги и заговорничество на сина му Салим. Акбар Велики умира през 1605 г., като престолът е наследен от Салим, под името Джахангир.

## Дипломация

### Брачни съюзи
Практиката на даване на индуски принцеси на мюсюлмански владетели е известна много преди времето на Акбар. В повечето случаи тези бракове не водят до някакви стабилни отношения между участващите семейства и жените губят родителските си семейства и не се връщат след брака.
Политиката на Акбар на брачни съюзи бележи промяна в тази практика – самият брак дава началото на нов ред в отношенията между индуси и мюсюлмани. Индуските владетели, които женят дъщерите или сестрите си, са третирани пред закона наравно с мюсюлманите във всички отношения, освен да се хранят и молят с тях или да вземат мюсюлманки за жени.

### Отношения с европейци
По време на възкачването на Акбар на трона през 1556 г. португалците изграждат няколко крепости и фактории на западния бряг на субконтинента и до голяма степен контролират мореплаването и морска търговия в региона. Като следствие търговското им надмощие всички стоки се търгуват по условията на португалците, което води до негодуванието на владетелите и търговците по онова време, включително Бахадур Шах от Гуджарат.
През 1572 г. Моголската империя присъединява Гуджарат и придобива първия си излаз на море. Местните длъжностни лица информират Акбар, че португалците са започнали да упражняват контрол в Индийския океан. Акбар е наясно със заплахата от присъствието на португалците, но остава доволен от получаването на картаз (разрешение) от тях за плаване в Персийския залив. При първоначалната среща на моголите и португалците по време на обсадата на Сурат през 1572 г., европейците признават силата на моголската армия, и предпочитат дипломацията вместо война. Португалският управител, по искане на Акбар, изпраща посланик за установяване на приятелски отношения. Опитите на Акбар да купи или осигури португалска артилерия се оказват неуспешни и това е една от причините, поради която Акбар не успява да създаде силен моголски флот на брега на Гуджарат.
През 1579 г. на йезуити от Гоа е позволено да посетят двора на Акбар. Йезуитите обаче не се ограничават само до излагането на собствените си убеждения, но поругават исляма. Техните коментари разгневяват имамите и улама, които възразяват на забележките на йезуитите, но Акбар заповядва техните коментари за бъдат записвани, а поведението на йезуитите – наблюдавано внимателно.

### Отношения с османците
През 1555 г., докато Акбар е още дете, османският адмирал Сайди Али Рейс посещава император Хумаюн. През 1569 г., в ранните години от управлението на Акбар, османският адмирал Куртоглу Хизир Рейс пристига в моголската империя. Тези османски мореплаватели се опитват да сложат край на нарастващата заплаха от Португалската империя по време на техните кампании в Индийския океан. Известно е, че по време на царуването си Акбар е изпратил 6 документа до османския султан Сюлейман Великолепни.